# Paul Lambert
Paul Lambert (Paisley, 7 de agosto de 1969) é um treinador de futebol e ex-futebolista escocês.

## Carreira como jogador
Iniciou sua carreira em 1986, defendendo o St. Mirren. Foi justamente em sua temporada de estreia que o clube faturou a Copa da Escócia, em 1987. O St. Mirren ficou pequeno para o meia, que disputou, até 1993, 227 jogos e marcou 14 gols. Foi contratado pelo Motherwell, em 1993, por 250 mil libras, e em troca, o St. Mirren recebeu o lateral-esquerdo Jimmy Gardner. Sua passagem pelos Dossers durou até 1996 e Lambert atuou em 103 partidas, marcando 6 gols.
Assinou com o Borussia Dortmund em 1996, e, embora sua passagem durasse um ano, foi no clube do Vale do Ruhr que o meia conquistou seu maior título: a Liga dos Campeões da UEFA de 1996-97 e a Copa Europeia/Sul-Americana de 1997, quando o Dortmund suplantou Juventus e Cruzeiro, respectivamente - neste último, Lambert já não estava mais na equipe.
De volta à Escócia, Lambert foi contratado pelo Celtic por 2 milhões de libras em novembro de 1997. Em sete temporadas nos Bhoys, foram oito títulos (quatro Campeonatos nacionais, duas Copas e duas Copas da Liga), tendo o meia atuado em 193 jogos e marcado 14 gols.
No Livingston, Lambert acumularia funções de jogador e técnico, e seria nesta agremiação que ele encerra a carreira, em 2006.

## Carreira de treinador
Encerrada a carreira de jogador, Lambert foi contratado pelo Wycombe Wanderers em junho de 2006. Destacou-se ao levar o clube, então na quarta divisão inglesa, às semifinais da Copa da Liga Inglesa. Mesmo caindo para o Chelsea, os Chairboys surpreenderam ao eliminar Fulham e Charlton. Lambert deixou o Wycombe em maio de 2008, após a eliminação do clube para o Stockport County nos play-offs da League Two.
Em outubro, foi oficializada sua contratação pelo Colchester United, sucedendo Geraint Williams. Nos U's, o ex-meia teve sua revanche pessoal ao superar o Stockport County por 2 a 1 na estreia. Deixou a equipe menos de um ano depois, após uma vitória por 7 a 1 sobre o Norwich City, que seria seu próximo clube.
Após classificar o Norwich para a Premier League na temporada 2010/11, conseguiu na seguinte, disputando a elite inglesa, um surpreendente décimo segundo lugar. Por conta do seu grande trabalho na pequena equipe, foi anunciado em 2 de junho de 2012 como novo treinador do Aston Villa.
Permaneceu no clube até 11 de fevereiro de 2015. Passou ainda por Blackburn Rovers, Wolverhampton Wanderers e Stoke City até 2018, mesmo ano em que foi contratado pelo Ipswich Town, não conseguindo evitar o rebaixamento dos Tractor Boys depois de 17 temporadas consecutivas na EFL Championship (segunda divisão inglesa).

## Seleção Escocesa
Pela Seleção Escocesa de Futebol, Lambert disputou 40 partidas e marcou um gol, entre 1995 e 2003. Antes, havia jogado pelas equipes sub-21 e B, além de um combinado da Liga Escocesa. Não-convocado para a Eurocopa de 1996, disputou apenas a Copa de 1998.

## Títulos
St. Mirren
- Copa da Escócia: 1987

Borussia Dortmund
- Supercopa da Alemanha: 1996
- Liga dos Campeões da UEFA: 1997

Celtic
- Campeonato Escocês: 1998, 2001, 2002, 2004
- Copa da Escócia: 2001, 2004, 2005
- Copa da Liga Escocesa: 1998, 2000, 2001

### Individuais
- Jogador Escocês do Ano: 2002

## Estatísticas como treinador
| Equipe                         | País       | Entrada                | Saída                   | Estatísticas | Estatísticas | Estatísticas | Estatísticas | Estatísticas |
| Equipe                         | País       | Entrada                | Saída                   | J            | V            | E            | D            | % Vit        |
| ------------------------------ | ---------- | ---------------------- | ----------------------- | ------------ | ------------ | ------------ | ------------ | ------------ |
| Livingston (jogador e técnico) | Escócia    | 1 de junho de 2005     | 12 de fevereiro de 2006 | 32           | 5            | 7            | 20           | 15.63        |
| Wycombe Wanderers              | Inglaterra | 30 de junho de 2006    | 20 de maio de 2008      | 108          | 44           | 29           | 35           | 40.74        |
| Colchester United              | Inglaterra | 9 de outubro de 2008   | 18 de agosto de 2009    | 43           | 19           | 7            | 17           | 44.19        |
| Norwich City                   | Inglaterra | 18 de agosto de 2009   | 2 de junho de 2012      | 142          | 70           | 35           | 37           | 49.30        |
| Aston Villa                    | Inglaterra | 2 de junho de 2012     | 11 de fevereiro de 2015 | 115          | 34           | 26           | 55           | 29.6         |
| Blackburn Rovers               | Inglaterra | 15 de novembro de 2015 | 7 de maio de 2016       | 33           | 12           | 8            | 13           | 36.4         |
| Wolverhampton Wanderers        | Inglaterra | 5 de novembro de 2016  | 30 de maio de 2017      | 33           | 14           | 5            | 14           | 42.4         |
| Stoke City                     | Inglaterra | 16 de janeiro de 2018  | 18 de maio de 2018      | 15           | 2            | 7            | 6            | 13.3         |
| Ipswich Town                   | Inglaterra | 27 de outubro de 2018  |                         | 28           | 3            | 10           | 15           | 10.7         |